# Dysmicoccus jenniferae
Dysmicoccus jenniferae är en insektsart som beskrevs av Williams 1985. Dysmicoccus jenniferae ingår i släktet Dysmicoccus och familjen ullsköldlöss. Inga underarter finns listade i Catalogue of Life.